# Lilli Lewis
Lilli Lewis, surnommée la Folk Rock Diva, est une auteure-compositrice-interprète et pianiste afro-américaine.

## Biographie
Originaire d'Athens, Lilli Lewis est la fille d'un prédicateur baptiste décrit comme introverti et sévère. Diplômé de théologie à Princeton, celui-ci se sent plus à l'aise parmi les presbytériens. Une dualité et un sentiment de ne pas être à la bonne place qui imprègne également les oeuvres musicales de sa fille : "J'ai hérité de lui cette impression de ne pas être à sa place. Je suis une version miniature de lui, sans le diplôme de théologie". Sa mère est une militante des droits de l'homme élevée à Chicago.
Lilli Lewis est d'abord pensionnaire dans le Connecticut, avant d'intégrer l'Université de Géorgie grâce à une bourse d'études pour le piano. Alors qu'elle anime une série de scène ouverte dans un café de Decatur, elle rencontre la musicienne Liz Hogan, étudiante à l'Agnes Scott College. Elles se rapprochent lors d'un voyage en voiture pour se rendre à un festival de musique pour femmes. Les deux artistes se marient quelques années plus tard.
Le couple passe dix-huit mois à travailler dans un centre de retraite bouddhiste dans le Colorado avant de s'installer à Hammond, la ville natale de Liz Hogan.
Le fait de vivre dans une petite ville de Louisiane permet à Lilli Lewis de découvrir une communauté différente : "Le fait d'être homosexuel, noir et un peu intello fait que les gens qui vous entourent sont progressistes", explique-t-elle. "Mais vivre avec des gens qui voient le monde de manière complètement différente m'a beaucoup fait grandir. J'ai fait l'expérience de l'intolérance, mais aussi d'une grande décence. Le fait que les gens puissent tenir les deux ensemble a été une grande leçon pour moi".
Lilli Lewis s'installe à la Nouvelle-Orléans après que Liz Hogan se soit inscrit à l'atelier d'écriture créative de l'Université de la Nouvelle-Orléans.

## Carrière musicale

### The Shiz

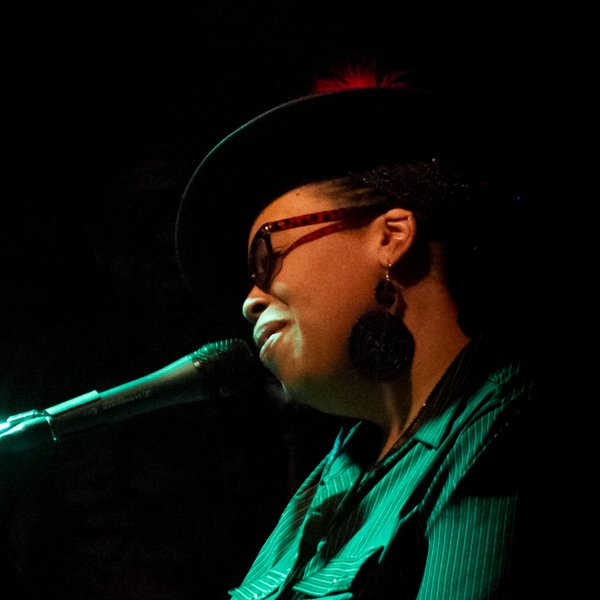
Lilli Lewis sur scène en 2021.

Lilli Lewis se fait d'abord remarquée en tant que "Folk Rock Diva" au sein du groupe de folk rock, The Shiz, qu'elle fonde avec sa femme Liz Hogan en 2009,,,. Liz Hogan accepte un poste d'enseignante à l'Université de la Nouvelle-Orléans. Elle préfère alors se consacrer à la poésie plutôt qu'à l'écriture de chansons. L'aventure musciale de The Shiz prend fin.

### Carrière solo
Chanteuse d'opéra et pianiste classique de formation, Lilli Lewis puise son inspiration dans la musique soul, le jazz, l'americana et le folk. Elle sort son premier album Out from Yonder en 2008. En 2020, Lilli Lewis coécrit et coproduit le titre Mask Up ! COVID Down ! dans le cadre de l'engagement du Louisiana Red Hot Records pour la santé publique lors de la pandémie de Covid-19.

### The Lili Lewis Project
La musicienne lance le Lilli Lewis Project avec le batteur Wade Hymel, un ancien membre du groupe The Shiz. La première représentation publique de The Lilli Lewis Project a lieu le 14 avril 2016.
Pendant leur résidence au Banks Street Bar et lors d'autres concerts, la philosophie du groupe est de pratiquer une décence radicale. Pendant un certain temps, le groupe est constitué de plus de dix membres, un big band composé de plusieurs musiciens remarquables de la Nouvelle-Orléans. À l'opposé des rythmes enjoués et folkloriques de The Shiz, The Lilli Lewis Project s'inspire d'un jazz, d'une soul et d'un R&B plus sobres,.
L'album We Belong reçoit des critiques positives de la presse jazz en 2019,. En janvier 2021, The Lilli Lewis Project publie My American Heart : Red + Blue, une synthèse de deux EP distincts publiés pour la première fois à la fin de l'année 2020,.

### Louisiana Red Hot Records
En 2015, Lilli Lewis rejoint le Louisiana Red Hot Records. Son travail devient de plus en plus exigeant car le fondateur de l'entreprise, Harris Rea, lutte contre une leucémie. En tant que vice-présidente, elle est chargée de trouver et de développer de nouveaux talents musicaux. Elle travaille notamment sur des projets de la chanteuse Erica Falls, du chef d'orchestre zydeco Dwayne Dopsie et du bassiste Roland Guerin. La société a été nommée label de l'année 2015 par le magazine OffBeat.

### Collaborations
Lilli Lewis multiplie les collaborations, et se forme notamment au funk en intégrant le groupe de Kirk Joseph, un joueur de sousaphone de jazz . Elle partage également la scène avec Gina Forsyth, Little Freddie King et Dash Rip Rock.

## Militantisme
Lilli Lewis est considérée comme une porte-parole de la communauté LGBT et une militante des droits de l'homme,. Elle s'exprime régulièrement sur l'équité raciale, sexuelle et LGBTQ dans sa musique et aux travers des évènements qu'elle organise en tant que vice-présidente de Louisiana Red Hot Records,,,.

## Discographie

### Albums solo
- 2005 : Castles of Her Crystalline, Elysium House Records
- 2006 : Sleepers Wake, Elysium House Records
- 2008 : Out from Yonder
- 2009 : Very Small Things (EP), Elysium House Records
- 2011 : The Promised Lands: Songs of the Sacred South, Elysium House Records
- 2017 : Orange Music Volumes I & II, Elysium House Records
- 2018 : The Henderson Sessions, Louisiana Red Hot Records
- 2021 : Americana, Louisiana Red Hot Records
- 2023 : The Coming of John
- 2023 : All Is Forgiven,  Elysium House Music

### The Lili Lewis Project
- 2019 : We Belong, Louisiana Red Hot Records
- 2020 : My American Heart + The Blue EP, Louisiana Red Hot Records